# L'Abatut (Landes)
L'Abatut (en francès Labatut) és un municipi francès situat al departament de les Landes i a la regió de la Nova Aquitània.

## Demografia
| 1962                                       | 1968  | 1975 | 1982  | 1990 | 1999  | 2007  |
| ------------------------------------------ | ----- | ---- | ----- | ---- | ----- | ----- |
| 1.124                                      | 1.147 | 992  | 1.034 | 952  | 1.099 | 1.268 |
| Des de 1962: població sense dobles comptes |       |      |       |      |       |       |

## Administració
| Període | Identitat      | Partit |
| ------- | -------------- | ------ |
| 2001-   | Bernard Dupont | PCF    |

## Personatges il·lustres
- Raymond Mastrotto, ciclista, va morir a l'Abatut.